# Kakita (řeka)
Kakita (柿田川, Kakita-gawa) je řeka protékající městem Šimizu v prefektuře Šizuoka v Japonsku. Je přítokem řeky Kano a s délkou pouhých 1,2 km se řadí do nejkratší 1. třídy v Japonsku.

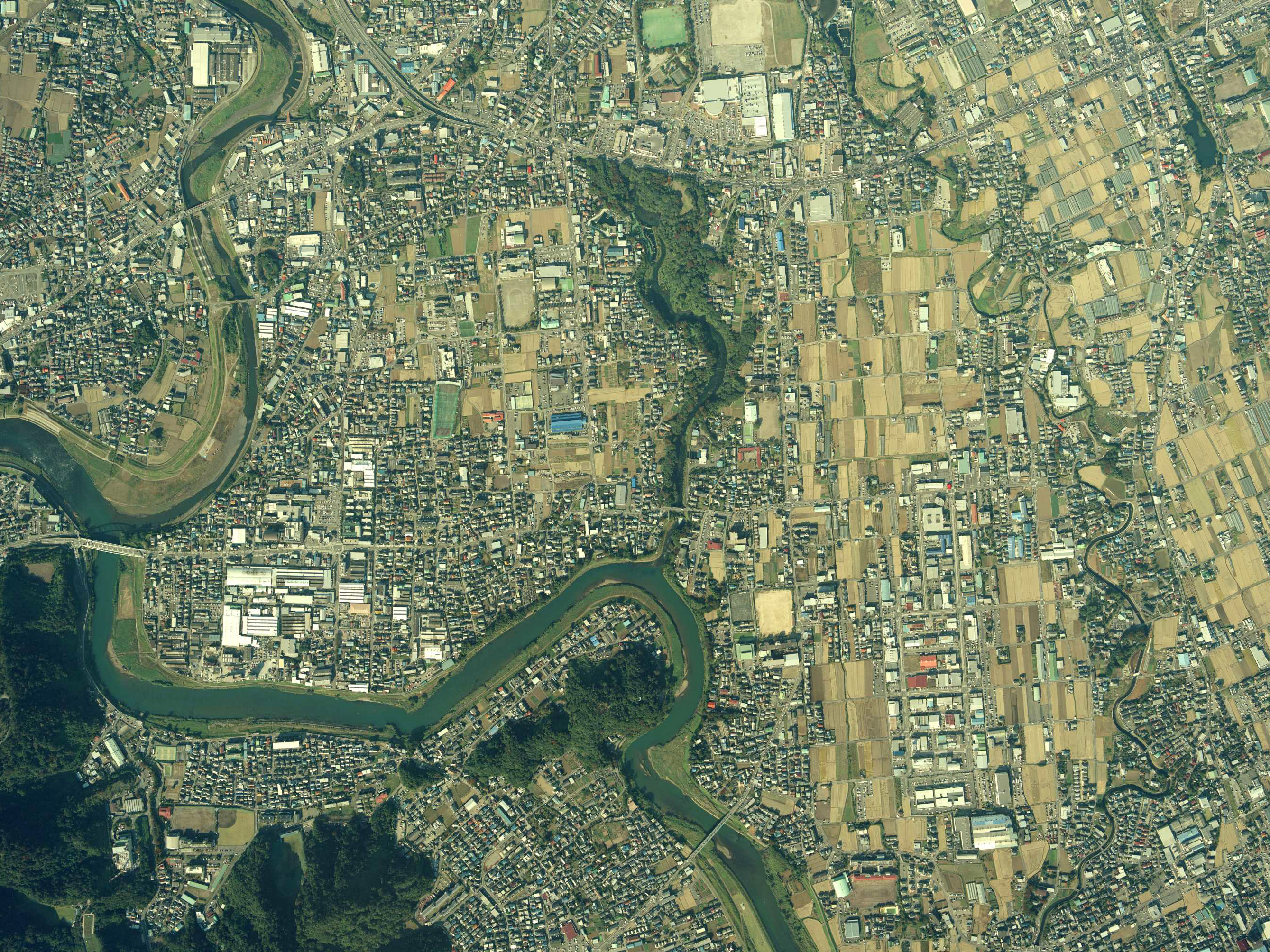
Řeka Kakita (uprostřed) a řeka Kano (dole)

Většina vody tekoucí v řece pochází z pramenů vzniklých deštěm a táním sněhu na hoře Fuji. Díky tomu se teplota řeky pohybuje okolo 15 °C v průběhu celého roku. Řeka je rovněž známá jako jediné přirozené prostředí květiny Mišima baikamo. Oblast okolo řeky je představiteli města Šimizu chráněna jako park (Kakita River Park (柿田川公園, Kakita-gawa Kōen).
Tok je znám pro svou čistotu, a z toho důvodu se občas společně s řekami Nagara a Šimanto označuje jako jedna ze „Tří čistě tekoucích řek v Japonsku“.